# Max Merkel
Max Merkel (* 7. Dezember 1918 in Wien; † 28. November 2006 in Putzbrunn, Deutschland) war ein österreichischer Fußballspieler und -trainer. Als Aktiver feierte er seine größten Erfolge bei Rapid Wien, als Trainer konnte er neben Rapid auch den TSV 1860 München, den 1. FC Nürnberg und Atlético Madrid zum Meister machen. Nach seiner Trainerlaufbahn schrieb er zahlreiche Bücher über Fußball und war als Zeitungskolumnist aktiv.

## Leben

### Spielerkarriere
Max Merkel, Sohn eines „Preussen“ und einer Wienerin, kam durch ein Zeitungsinserat zum Nachwuchs von SK Rapid Wien. Obwohl er eigentlich Stürmer werden wollte, wurde er von Anfang an als Verteidiger eingesetzt, was er während seiner ganzen Karriere auch blieb. Weil er nach seinem Debüt 1937 in der Kampfmannschaft der Hütteldorfer nicht mehr zum Einsatz kam, wechselte er vorerst nach Dornbach zum Wiener Sport-Club. Unterbrochen wurde seine Fußballkarriere durch den Zweiten Weltkrieg. In dieser Zeit kam er auch am 27. August 1939 als einer von acht Österreichern unter Reichstrainer Sepp Herberger im Spiel der „großdeutschen“ Fußballnationalmannschaft gegen die Slowakei zum Einsatz. Der Krieg brachte es mit sich, dass Max Merkel zeitweise nur beim LSV Markersdorf an der Pielach spielen konnte, einem Luftwaffenstützpunkt, der als eine Art „Auffanglager“ für eingerückte Fußballspieler diente. Nach Kriegsende kehrte Max Merkel schließlich 1946 nach Hütteldorf zurück, wurde mit Rapid in der Folgezeit insgesamt viermal Meister und gewann 1951 auch den Zentropapokal. Am 22. Juni 1952 bestritt er sein einziges Länderspiel für Österreich gegen die Schweiz.

### Trainerkarriere

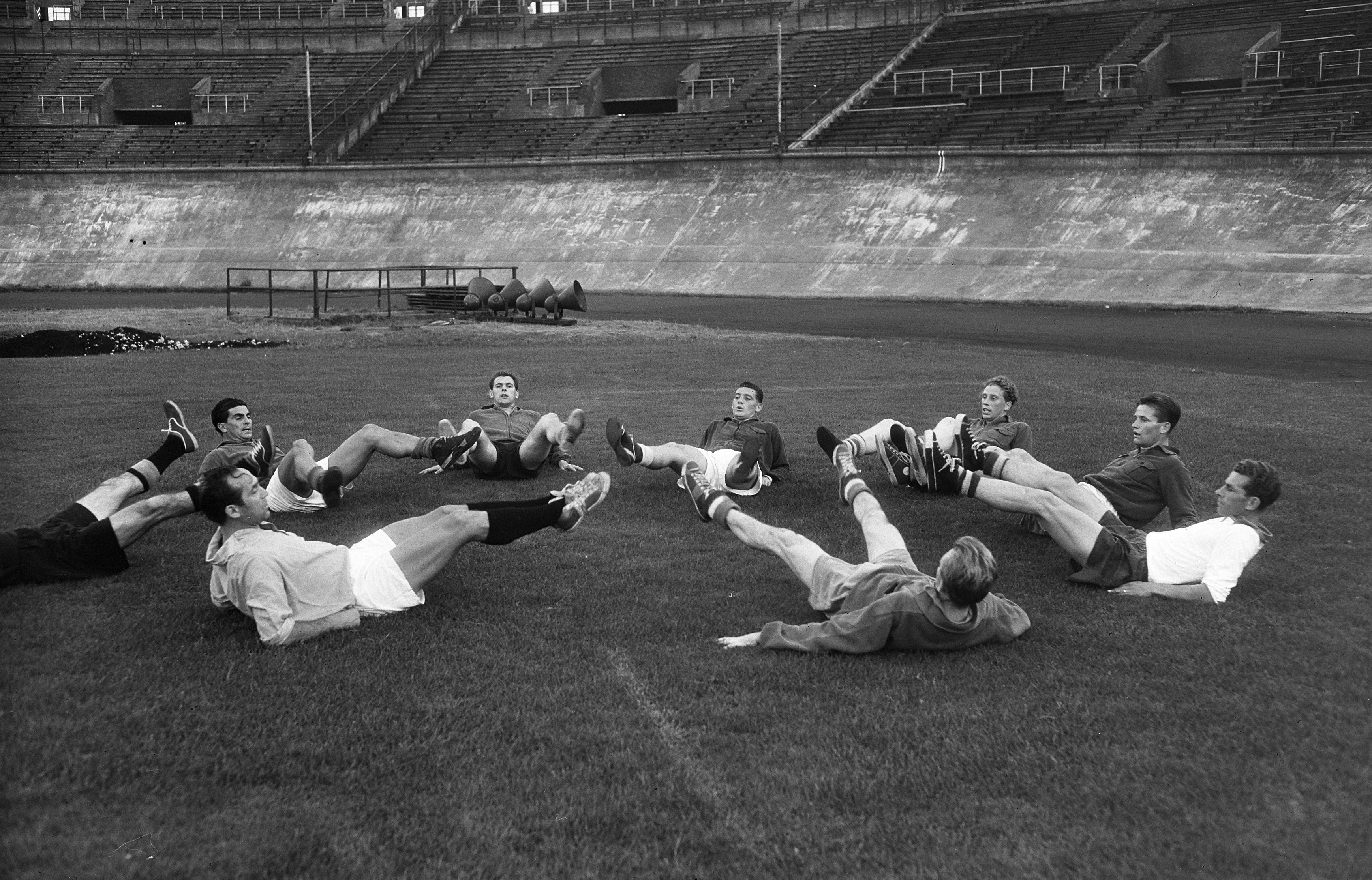
Max Merkel (vordere Reihe links mit schwarzen Stutzen) beim Training der niederländischen Nationalmannschaft, 1955

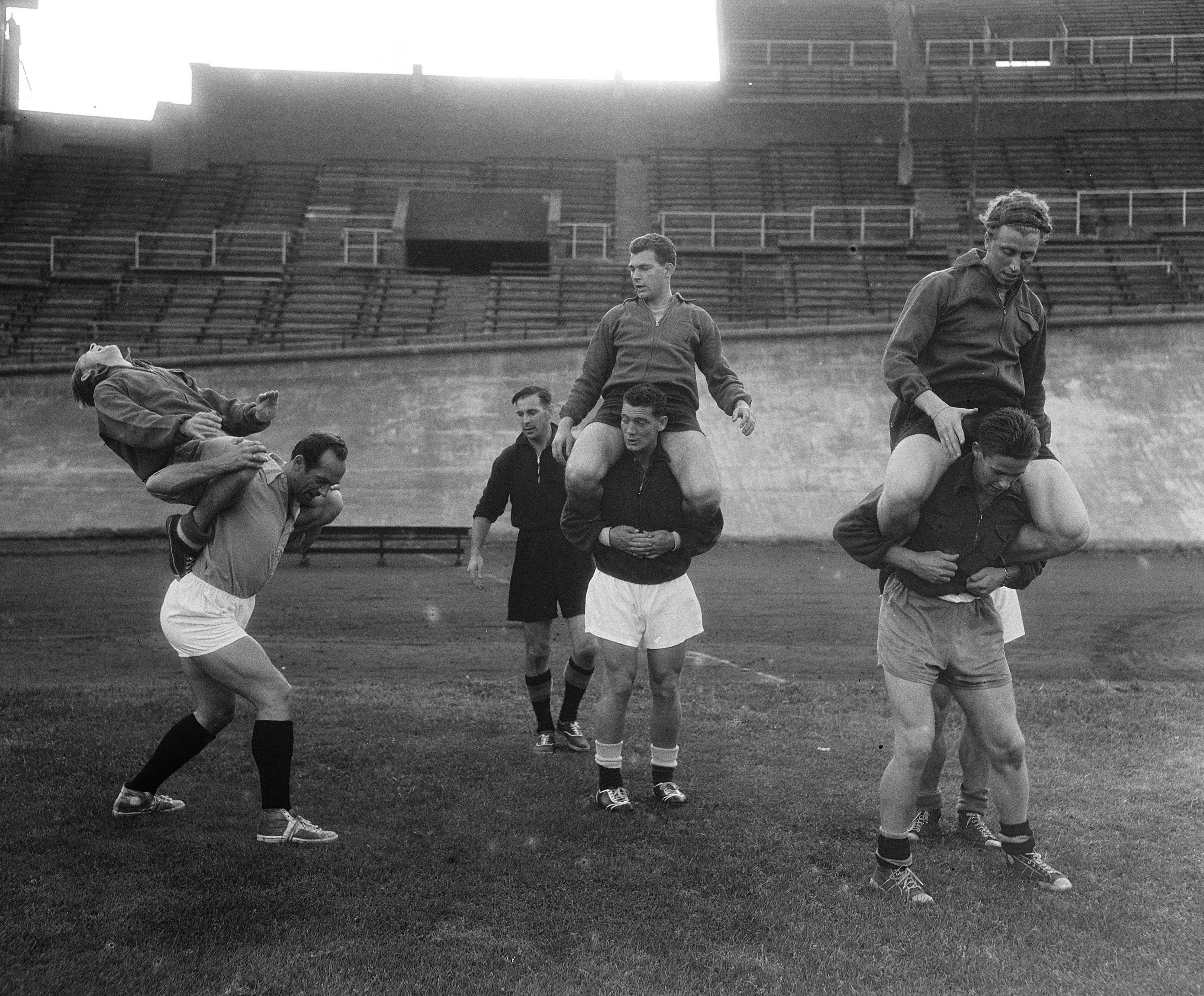
Max Merkel (links) trägt einen niederländischen Spieler auf der Schulter, 1955

Seine Trainerkarriere begann Max Merkel 1954 in den Niederlanden, trainierte dort zunächst sechs Monate lang den HBS Craeyenhout. Seine Monatsgage soll 700 Mark betragen haben.
Anschließend übernahm er von 1955 bis 1956 das Traineramt bei der niederländischen Nationalmannschaft, mit der er in zehn Spielen zwischen April 1955 und Juni 1956 bei zwei Niederlagen sieben Siege und ein Unentschieden erreichte. Seine einzige Trainerstation in Österreich war – neben SC Landhaus – der SK Rapid Wien von 1956 bis 1958, wo er 1957 Meister wurde.
Seine größten Erfolge als Trainer feierte er allerdings in Deutschland und Spanien. Seine erste Station in der Deutschland war Borussia Dortmund. Merkel verjüngte die Mannschaft und erreichte 1961 das Endspiel um die deutsche Meisterschaft, das allerdings gegen den 1. FC Nürnberg 0:3 verloren ging. Den TSV 1860 München, bei dem er mit 3000 Mark monatlich entlohnt worden sein soll, führte er 1963 in die neu gegründete Fußball-Bundesliga und wurde mit den „Löwen“ 1964 DFB-Pokal-Sieger und 1966 auch Meister. Mit der Mannschaft erreichte er das Europapokalfinale der Pokalsieger 1965. Das Spiel ging vor 100.000 Zuschauern im Wembley-Stadion mit 0:2 gegen West Ham United verloren. In die Saison nach der Meisterschaft starteten die Löwen schlecht und standen bis zum 11. Spieltag auf dem vorletzten Tabellenplatz. Merkel führte die Mannschaft dann noch auf Platz 8 und am 17. November 1966 konnte seine Mannschaft im Achtelfinalhinspiel des Europapokals der Landesmeister mit 1:0 gegen Real Madrid gewinnen, verlor aber das Rückspiel 14 Tage später in Madrid mit 1:3. Danach überwarf er sich mit der Mannschaft und wurde nach dem 16. Spieltag entlassen. Vorerst hatte es noch geheißen, dass der Verein Merkels Kündigung per Saisonende 1966/67 angenommen habe, vier Vorstandsmitglieder seien wegen Differenzen mit ihm zurückgetreten, danach wurde gemeldet, dass die Kontroverse mit den Spielern weiterging. Mit dem Torwart Petar Radenković, der gegen den harten Trainer aufbegehrt habe, soll er sich ein Handgemenge geliefert haben.

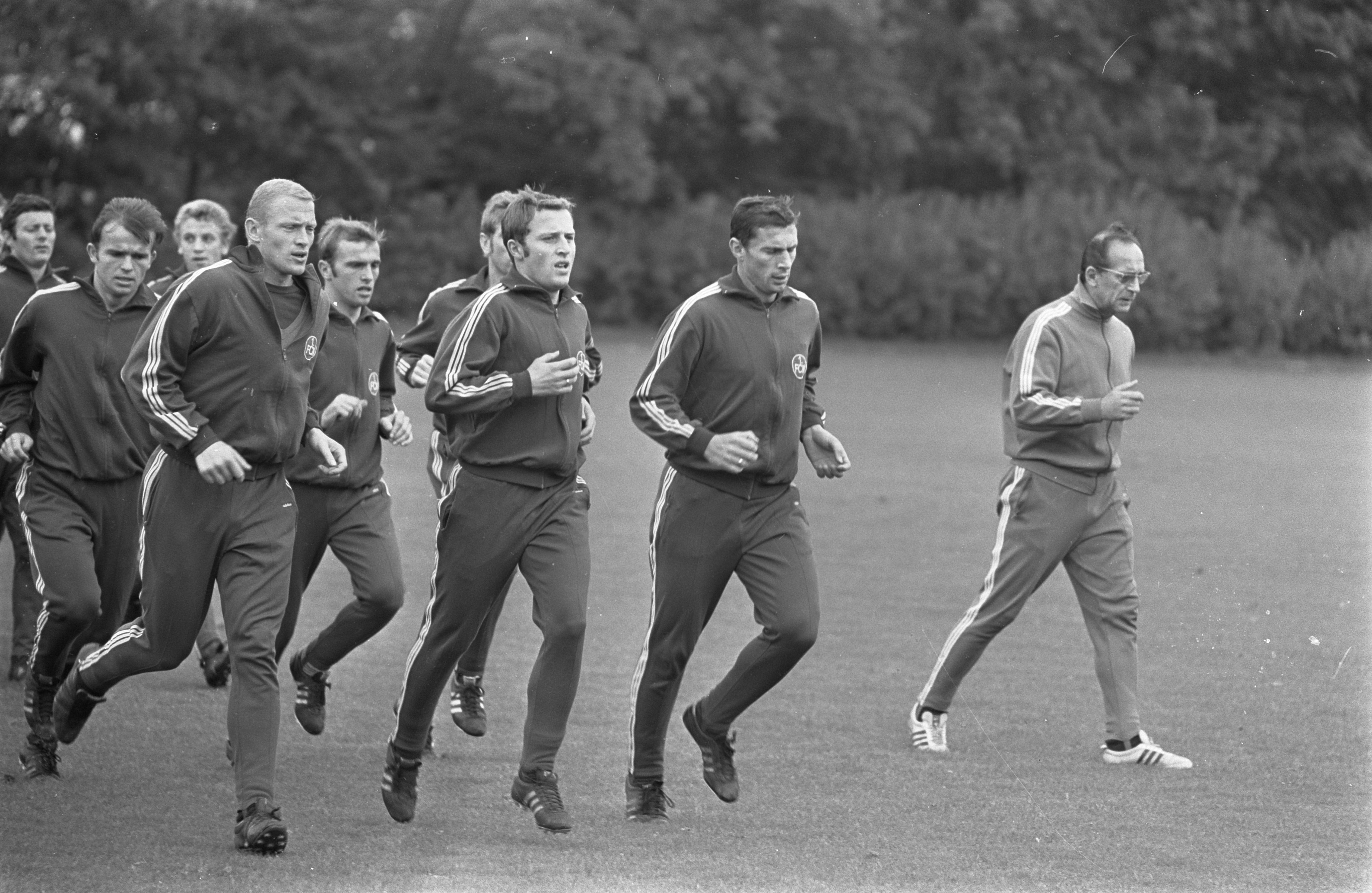
Max Merkel (rechts) beim Training seiner Nürnberger Mannschaft vor dem Spiel gegen Ajax Amsterdam (1968)

Am 27. Dezember 1966 bestätigte Walter Luther, der Erste Vorsitzende des auf dem 14. Platz stehenden 1. FC Nürnberg, wo es ebenfalls eine Trainerkrise gab, dass bereits vor den Weihnachtsfeiertagen mit Merkel verhandelt worden war. Merkel sagte, er habe sich mit dem unrühmlichen Ende bei 1860 abgefunden. Nach einem Vertragsabschluss für vorläufig bis Saisonende übernahm Merkel am 1. Januar 1967 die Nürnberger, mit denen er die Saison 1966/67 als Zehnter beendete, während die „Löwen“ es zum Vizemeister brachten – die bis dato beste Platzierung nach dem im Vorjahr errungenen Meistertitel. In der Folgesaison feierte Merkel überraschend mit den Nürnbergern die nächste und bis dato letzte Meisterschaft der Franken. Danach startete er mit dem Meister in der Bundesliga wieder schlecht in die Folgesaison und schied bereits in der ersten Runde des Europapokals der Landesmeister gegen Ajax Amsterdam (damals noch keine Größe des europäischen Vereinsfußballs) aus. Er konnte die Mannschaft zwar noch bis auf Platz 7 am fünften Spieltag führen, danach folgte aber der langsame Abstieg bis auf Platz 16 am Ende der Hinserie. Mit Beginn der Rückrunde rangierte der Club auf dem letzten Tabellenplatz und wieder zerbrach die Spieler-Trainer-Beziehung, wobei allerdings auch Faktoren wie Spielerabgänge, Unform (Undiszipliniertheit von Goalgetter Zvezdan Čebinac; diese war bereits im Herbst vor dem Match gegen Ajax Amsterdam im Europacup der Meister erstmals aufgetreten) zu nennen waren. Im März verließ Merkel den Tabellenletzten (laut offiziellem Kommuniqué hieß es, er lege „in beiderseitigem Einvernehmen aus gesundheitlichen Gründen das Traineramt per 30. Juni zurück“) und Robert Körner, weiland Mitspieler Merkels bei Rapid, übernahm vorläufig die Betreuung der Lizenzspieler. Nur zwei Tage später wurde Max Morlock, damals ein „Trainerneuling“, als Nachfolger genannt, weil er eine dementsprechende deutsche Trainerlizenz besaß (trotzdem blieb es bei Körner als Trainingsleiter), denn der vom Club in Aussicht genommene Gunther Baumann hatte das Angebot abgelehnt, weil er bis Saisonende an den VfB Stuttgart gebunden war. Unter Nachfolger Kuno Klötzer konnten sich die Franken zwar noch um einen Platz verbessern, am Ende stieg der 1. FC Nürnberg aber als bis dato einziger Meister ab.
Von 1971 bis 1973 war er Trainer von Atlético Madrid. In Spanien gewann Max Merkel 1971/72 den Pokal und 1972/73 die nationale Meisterschaft. Er wurde entlassen, nachdem der Atlético-Vorstand erfahren hatte, dass er über die Bild-Zeitung hatte verlautbaren lassen, dass Spanien eigentlich ganz schön wäre, wenn es dort bloß keine Spanier gäbe. Sein Nachfolger wurde Luis Aragonés.
Von Juli 1975 bis zu seiner Entlassung am 9. März 1976 trainierte Merkel den FC Schalke 04, wo jedoch die erwarteten Erfolge ausblieben. Er hatte sich mit dem Verein kaum identifiziert, was durch Sprüche deutlich wurde wie:

„Das Schönste an Gelsenkirchen war schon immer die Autobahn nach München“

„Er wird nie Kopfweh bekommen, weil er seinen Kopf nie zum Denken benutzen wird. Ehe er Nationalspieler wird, werde ich Sänger an der Metropolitan Opera“

1979 wurde Merkel vom Präsidenten des FC Bayern München Wilhelm Neudecker im Alleingang als Trainer unter Vertrag genommen. Die Spieler weigerten sich jedoch, Merkel als Trainer zu akzeptieren, was zum Rücktritt Neudeckers führte. Obwohl Merkel nicht ein einziges Mal auf dem Trainingsplatz stand, erfüllte der FC Bayern die im Zweijahresvertrag eingegangenen Verpflichtungen.
Überraschend kam sein Comeback als Trainer, als er am 27. November nach dem 14. Spieltag 1981 beim Bundesligisten Karlsruher SC anheuerte, nachdem Manfred Krafft als 111. Trainer in der Geschichte der Deutschen Bundesliga vorzeitig entlassen wurde. Allerdings war die Begrüßung durch die Fans bei seinem ersten Spiel (1:4-Heimniederlage gegen den 1. FC Köln) ernüchternd, denn da hieß es auf Spruchbändern: „Merkel, go home“. Andererseits hatte sein Einstand einen Zuschauerboom (verbunden mit Mehreinnahmen) ausgelöst, denn mit 30.000 Besuchern kamen um zehntausend mehr als sonst. Merkel übernahm die Mannschaft auf dem zwölften Platz und beendete die Saison als Vierzehnter.

### Sportdirektor beim Österreichischen Fußballbund
Der ÖFB bzw. dessen Präsident Karl Sekanina sprachen sich für die Installierung eines Sportdirektors aus. Intention war das Erreichen der Qualifikation für die Fußballweltmeisterschaft in Argentinien. Merkel war einer der „heißen Favoriten“; der Ligachef Hans Reitinger hatte bereits abgelehnt. Mit dem international tätigen Manager Emil Östreicher, dessen Engagement als Klubmanager beim FC Schalke 04 durch ein Veto des dortigen Vizepräsidenten Ernst Kuzorra nicht zustande gekommen war, war ein neuer Kandidatenname in dieser Funktion aufgetaucht.
Nach einem am 3. August 1977 mit dem ÖFB-Präsidenten Sekanina per Handschlag fixierten Vertrag hätte Merkel schon einen Tag später nach Wien kommen sollen, doch mangels eines entsprechenden Rahmens kam es – gut sichtbar für das TV-Publikum – erst am 8. August im Verlauf der traditionellen Montag-Abend-Sendung „Sport am Montag“ zur (offiziellen) Unterzeichnung eines bis 30. August 1978 laufenden Vertrages als Sportdirektor. Darin war festgehalten, dass sein Arbeitsstart am 15. August sein werde. Merkel polarisierte enorm, es gab viele Gegenstimmen, und während seiner Tätigkeit, die dann etwas früher endete, wurden von seiner Seite (vielleicht als „Imagepflege“) mehrere seiner bekannten abfälligen Sprüche hinausposaunt, jedenfalls war sein Verhältnis zum Teamchef Helmut Senekowitsch spannungsgeladen.
Es gab auch Gerüchte, dass er neuer Teamchef werden sollte, andererseits schien „MM“ vorzeitig „genug vom ÖFB“ zu haben. Er sagte dazu, dass er täglich viel Geld verliere, denn dies könnte er als Trainer im Ausland verdienen. Nach einer Aussprache am 26. April mit dem Präsidenten Sekanina erklärte Merkel, dass er seinen bis 30. August laufenden Vertrag einhalten werde. Mit der Verpflichtung von Karl Stotz, der offiziell ab 1. August 1978 mit der „Doppelfunktion“ Teamchef und Sportdirektor ausgestattet wurde, war die Ära Max Merkel auf jeden Fall beendet.

### Attentatsdrohung
Am Vormittag des 18. November 1967 drohte ein Unbekannter in einem Anruf an eine Nürnberger Zeitung an, das Nürnberger Stadion mit einer Bombe in die Luft zu sprengen und einen Anschlag gegen Max Merkel zu verüben. 60 Polizeibeamte durchsuchten daraufhin das Stadion, fanden aber keine Bombe, sodass das Bundesligaspiel gegen Aachen (4:1-Sieg des „Clubs“) stattfinden konnte.

### Strafen
Anfang Februar 1968 wurde er vom DFB-Sportgericht nach sechsstündiger Verhandlung wegen „beleidigender Äußerungen und Beschimpfungen“ zu 12.000 DM Strafe verurteilt. Am schwerwiegendsten war ein Delikt vom 4. November 1967 in Köln gewesen, als er dem Publikum „den schwäbischen Gruß in Übereinstimmung mit einer Aufforderung des Götz von Berlichingen entboten habe“, indem er mit der Hand gegen das Gesäß schlug. In Köln hatte er auch den Trainer Willi Multhaup und den Assistenten Hans Schäfer bedroht. Merkel wurde in acht von neun Anklagepunkten schuldig gesprochen.

### Nach dem Fußball

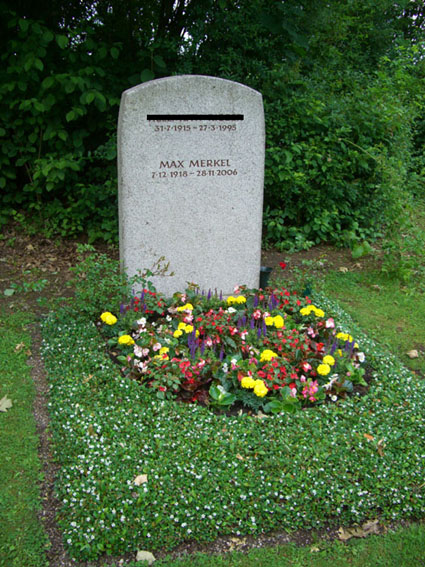
Max Merkels Grab

In den 1980er Jahren machte Max Merkel vor allem als Kolumnist der Bild von sich reden. Er war einer der schärfsten Kritiker des Bundestrainers Jupp Derwall, bevor dieser 1984 entlassen wurde. Merkels Sprüche, die die Fußballwelt seit den 1960er Jahren begleiteten, sind legendär. So waren auch seine in der Bild veröffentlichten Leistungsprognosen zu den Bundesligisten zu Saisonbeginn („Max merkelt wieder“) weniger fachliche Analysen als der Unterhaltung dienende, auf Pointen abzielende Lästereien. Ghostwriter von Merkels Kolumne war ab 1985 der Bild-Redakteur Bernd Stubmann.
Merkel war verheiratet und hatte eine Tochter. Privat lebte er in den letzten Jahren zurückgezogen in Putzbrunn bei München. Am 28. November 2006 verstarb Max Merkel im Alter von 87 Jahren ebenda. Seine letzte Ruhe fand er auf dem neuen Friedhof von Hohenbrunn, einer Nachbargemeinde.

## Werke
- Trainer mit Zuckerbrot und Peitsche. München 1968.
- Geheuert, gefeiert, gefeuert. Die bemerke(l)nswerten Erlebnisse eines Fussballtrainers. München 1980, ISBN 3-442-03948-7.
- Das Runde ist der Ball. 3. Aufl. München 1989, ISBN 3-7766-1566-4.
- Man muss auch verlieren können. Vom Tennis und anderen Ärgernissen. München/Berlin 1990, ISBN 3-7766-1648-2.
- Max Merkels Läster-Lexikon des Fussballs. Berlin 1991, ISBN 3-328-00486-6.
- Einwürfe. Fussballsprüche vom Spielfeldrand. Berlin 1993, ISBN 3-328-00584-6.